# Clarence Thomas
Clarence Thomas (Pin Point, 1948. június 23. –) amerikai jogász, az Amerikai Egyesült Államok Legfelsőbb Bíróságának bírája.

## Pályafutása
Thomas Georgiában született. 1974-ben szerzett jogi diplomát a Yale Egyetemen. Ezután Missouriban dolgozott, és 1974-től 1979-ig Missouri állam helyettes főállamügyésze volt. 1977-től 1979-ig a Monsanto biotechnológiai cég vállalati jogásza volt. 1979-től 1981-ig John Danforth szenátor stábjában dolgozott. Ronald Reagan elnöksége alatt előbb az Oktatásügyi Minisztérium polgári jogokkal foglalkozó miniszterhelyettese volt, majd 1982-től 1990-ig az Egyesült Államok Munkaügyi Esélyegyenlőségi Bizottságát (U.S. Equal Employment Opportunity Commission) vezette. 
1990-ben kapta első bírói megbízatását a fővárosi szövetségi fellebbviteli bíróságon (United States Court of Appeals for the District of Columbia Circuit). Az idősebb George Bush elnök 1991-ben nevezte ki a Legfelsőbb Bíróság bírájának. Posztját a szenátusi jóváhagyás után 1991. október 23-án foglalta el.
2023-ban azzal vádolták, hogy ajándékokat fogadott el konzervatív milliárdosoktól, azért, hogy a Legfelsőbb Bíróságon továbbra is konzervatív értékeket képviseljen és ezeket az ajándékokat nem jelentette.

## Családja
Thomas kétszer házasodott. Jelenlegi házastársát, Virginia Lampet 1987. május 30-án vette feleségül. Első házasságából egy gyermeke van: Jamal Adeen Thomas.